# Paul Schuss
 (février 2022).
 (février 2022).
Si vous disposez d'ouvrages ou d'articles de référence ou si vous connaissez des sites web de qualité traitant du thème abordé ici, merci de compléter l'article en donnant les références utiles à sa vérifiabilité et en les liant à la section « Notes et références ».
 (janvier 2013).
Paul Schuss, né le 23 juillet 1948 à Münzkirchen (Haute-Autriche), est un artiste peintre français de l'École de Paris.

## Biographie

### Jeunesse
Paul Schuss, est né le 23 juillet 1948 à Münzkirchen, en haute-Autriche. Il est issu des familles Cani della Scala de Vérone (Italie) et von Prack von Asch du Tyrol (Autriche) (XIIe siècle). En 1949, sa famille vient en France où il grandit. Après avoir habité en Bourgogne, en Provence et sur la Côte d'Azur, près de Saint-Tropez, sa famille s'installe dans la Nièvre en 1953.
À 10 ans, il rencontre le peintre français Albert Drachkovitch-Thomas qui découvre son talent. À 14 ans, il lui offre sa première boite de peintures professionnelles et lui enseigne les bases de la peinture à la tempéra. Paul Schuss étudie en autodidacte les autres techniques picturales comme l'acrylique, l'aquarelle, le lavis, les médiums mixtes et le pastel sec et le pastel à l'huile.
Pour la première fois à 17 ans, il expose à la chapelle Sainte-Marie, au Salon du Groupe Nivernais, à Nevers, des peintures à la tempera qu'il a créées à l'âge de 14, 15 et 16 ans. Toutes ses œuvres exposées sont acquises par des collectionneurs. Lors de l'exposition suivante, la préfecture de Nevers lui achète une peinture.
En pleine adolescence, il découvre le pouvoir mystique de la lumière. Un flot de lumière dorée, chaude, vibrante et étrange - comme habitée - jaillit à travers la fenêtre d'une tour d'un château-fort en ruine : cette vision le touche au plus profond de lui-même, lui fait ressentir la vie de la lumière, influera de multiples manières sur son œuvre, et ne le quittera jamais. 

### Carrière
À 19 ans, il abandonne des études de droit et se consacre à la peinture. Il rencontre Erté à Paris en 1968. En 1971, il part en Autriche à la recherche de ses racines familiales. Il vit deux ans à Salzbourg puis six ans à Vienne (Autriche).
En 1972, il expose au palais Lobkowitz, siège de l'Institut Culturel Français à Vienne. Il y fait la connaissance du docteur Karl Kanzian qui deviendra le plus grand collectionneur de ses œuvres en Europe.
En 1979, Paul Schuss revient en France et s'installe en Bourgogne.
Il veut exprimer son univers intérieur et pictural, qui va du réalisme poétique à l'imaginaire méditatif et philosophique, voire mystique. Il utilise différentes techniques : la tempéra, l'acrylique, l'aquarelle, le pastel sec et à l'huile, le lavis d'encre de Chine, le dessin, les techniques mixtes et la lithographie.
Dès 1980, il fait partie de la Galerie d'Art de la place Beauvau, l'une des galeries les plus importantes de Paris.
En 1987, il apprend la lithographie chez le lithographe Jacques Mourlot, fils de Fernand Mourlot à Paris. Il y réalise toutes ses lithographies, soit 11 éditions jusqu'en 1990 : 5 éditions en couleur et 6 en noir et blanc (monochrome). Paul Schuss détruit officiellement les plaques ayant servi à leur réalisation.
Paul Schuss veut créer des lithographies en noir et blanc. Jacques Mourlot lui rétoque qu'en France, plus aucun artiste ne réalise des lithos monochromes. Seules les lithos en couleurs sont produites. Paul Schuss est le premier artiste qui réalisa à nouveau des lithographies monochromes dès 1989 chez Mourlot : L'Arbre refuge et Passions indomptées suivies de : L'Attente, Le Vieux Pont, Les Corbeaux et La Lettre oubliée en 1990. Ses lithographies en noir et blanc connurent le même succès au Japon que ses lithos en couleurs.
En 1987, il rencontre Marc Squarciafichi. Il devient son marchand au Japon et l'expose dans des galeries comme Daimaru Galleries, Bijutsu Sekai Gallery, Mori Art Gallery, Nikken de Tokyo et d'autres. Il est parmi ses aînés de l’École de Paris comme Leonor Fini, Bernard Buffet, Yves Brayer, de Gallard, du Janerand, Mac Avoy, de Rosnay... et d'autres.
Dès 1987, le docteur Sozo Hino, propriétaire du Hino Hospital et grand collectionneur, achete les œuvres de Paul Schuss en vue de créer un musée Schuss à Osaka au Japon. Le projet sera abandonné en 1991 à la suite de la reprise des essais nucléaires du gouvernement de Chirac.

## Principales expositions
- 1966 : Salon du Groupe Nivernais, chapelle Sainte-Marie, Nevers (France).

- 1967: Deux expositions au Salon du Groupe Nivernais, chapelle Sainte-Marie, Nevers (France). La préfecture de Nevers lui achète un tableau.

- 1969 : Exposition personnelle à la galerie Raymond Duncan, Paris (France).

- 1970 : Le Salon des Surindépendants, Paris (France).

- 1971 : Exposition personnelle au Haus der Donauschwaben à Salzbourg (Autriche). La ville de Salzbourg lui achète un tableau. Le Salzburgland (la Région de Salzbourg) lui achète aussi un tableau. Exposition personnelle au Haus der Donauschwaben à Sindelfingen (Allemagne).

- 1972 : Exposition personnelle dans son atelier à Salzbourg (Autriche). Exposition personnelle à la Residenz, Salzbourg (Autriche). Exposition personnelle au centre culturel français de Munich, Munich (Allemagne). Exposition personnelle au palais Lobkowitz, Institut culturel français, Vienne (Autriche).

- 1975 : Exposition personnelle à la galerie Marcel-Bernheim, Paris (France).

- 1981 : Exposition personnelle à la galerie Saint-Vincent, Nevers (France).

- 1984 : Exposition personnelle à la Galerie d'Art de la Place Beauvau, Paris (France). Invité d'honneur au Salon de l'Hôtel de Ville de Sens, Sens (France). Galerie l'Art Ancien, Orléans (France).

- 1985 : Salon de Montmorency, Montmorency (France). Galerie Schèmes, Lille (France).

- 1986 : Exposition personnelle à la galerie d'Art de la Place Beauvau, Paris (France).

- 1987 : Mairie du 10e arrondissement, Paris (France). Daïmaru Galleries, Osaka et Tokyo (Japon).

- 1988 : Exposition personnelle à la Galerie l'Art Ancien, Orléans (France). Kunstkabinet, Baden-Baden (Allemagne).

- 1989 à 1993 : Daïmaru Galleries, Osaka, Tokyo, Kyoto, Fukuoka, Kobe (Japon). Nikken Gallery, Tokyo (Japon).

Mori Art Gallery, Tokyo (Japon). Bijutsu Sekai Gallery, Tokyo (Japon).
1996 : Galerie Olivier Arens, Saint-Martin (Antilles Françaises).
- 1998 : Daïmaru Galleries (Japon). Exposition personnelle à Vézelay (France).

- 1999 : Exposition personnelle à la Galerie Schèmes, Lille (France). Galerie Martine-Dewez, Reims (France). Abbaye Saint-Georges de Bocherville (Monument historique) près de Rouen (France).

- 2000 : Exposition à la galerie Artop à Lille (France).

- 2002 : Exposition à la Gallery in the Cork Street à Londres (Grande-Bretagne) comme membre de The Society for the Art of Imagination. Exposition à la Goldmark Gallery (Grande-Bretagne) comme membre de The Society for the Art of Imagination.

- 2003 et 2004: Exposition personnelle à son atelier à Sainpuits, Bourgogne (France).

- 2005 : Première rétrospective à la Maison de l'Amérique latine de Monaco (Monaco).

- 2007 : Exposition à la Shipstore Galleries, Hawaï (USA).

- 2012 : Exposition au Salon de l'Art Fantastique Européen (SAFE) au Mont-Dore, Auvergne (France). Exposition à la galerie Mourlot New York (USA) : lithographies de la succession Mourlot.

## Émissions de télévision régionales
- Allemagne

Émission lors de l'exposition au centre culturel français de Munich (1972), Munich
- France

FR3 (1984), Édition Régionale d'Orléans
FR3 (1988), Édition Régionale d'Orléans
France 3 (1998), Édition Régionale de Bourgogne

## Émission de télévision nationale
- Monaco

TMC (2005) Vidéo de sa rétrospective en juin à La Maison de l’Amérique Latine

## Vidéos
- Japon

Portrait de l'artiste (1987), pour Marcestel (Marc Squarciafichi) et sa société Estel International, par les Japonais.

## Émissions de radio régionales
- France

Radio France Auxerre (1998)
Radio France Auxerre (2000)
- Autriche

Actualités, Salzbourg (1971)
Actualités, Salzbourg (1972)

## Collections
- Collections de préfecture (France), de ville et de Land (Autriche) et de Principauté (Monaco)

Préfecture de la Nièvre, Nevers (France) (1967)
Salzburgland, (Autriche) (1971)
Ville de Salzbourg (Autriche) (1971) Puissance d'une Passion, tempera sur panneau, œuvre peinte en 1969
SAS Prince Albert II de Monaco (1999) L'Attente, Le Vieux Pont, Les Corbeaux, La Lettre oubliée (lithographies monochromes réalisées chez Mourlot à Paris)
- Collections privées : quelques exemples :

États-Unis : Hawaï : Dr Ph Temple
Japon : Dr Sojo Hino
France : Seydoux de Clausonne, Albert Drachkovitch-Thomas, Jean Minet, Madame Follereau
Allemagne : Anna Spiegel von Stertz
Autriche : Dr Karl Kanzian, Dr Logman von Auen, Dr Thomas
France et USA : collection Mourlot : lithographies

## Distinctions et récompenses
- France

Médaille d'Argent d'Arts, Sciences et Lettres (1988)
- Italie

Professeur honoris causa et académicien associé de l'Accademia Internazionale Greci-Marino di Lettere, Arti, Sciencze (1999)
Chevalier académique Del Verbano (2000)

## Articles de presse (et reproductions d’œuvres) en français, allemand, anglais et en italien
- Journal du centre, mai 1966, Nevers, France : pour sa première exposition à l'âge de 17 ans.
- La Revue moderne, février 1967, France
- Jours nouveaux, 15 novembre 1969, Paris, France
- Neuland, novembre 1969 : parution en Allemagne et en Autriche (édité à Salzbourg, Autriche) Titre de l'article: " Ein junger Donauschwaben--Paul Schuss-- hat als Maler die Herzen der Pariser erobert" par le professeur Jean Lamesfeld
- Galerie des Arts, Salon des Surindépendants, janvier février 1970, Paris, France
- "Paul Schuss, une vision nocturne et spatiale très lyrique" par Raymond Charmet.
- Neuland 15 mai 1971 : parution en Allemagne et en Autriche (édité à Salzbourg en Autriche) Titre de l'article : " Paul Schuss: Der enttäuschte Mensch flüchtet aus der Gegenwart" par le docteur Gaus avec la reproduction du tableau intitulé La Ville sans âme et d'une photo de Paul Schuss.
- Salzburger Landes-Zeitung, 13 juillet 1971 : Profil des Festspielsommers, Salzbourg, Autriche. Titre de l'article : " Ausstellung Paul Schuss"
- Salzburger Volksblatt, 14 juillet 1971, Salzbourg, Autriche. Titre de l'article " Angst durch Poesie besiegen" de Walter Müller, avec une reproduction du tableau La Ville sans âme, tempera sur panneau.
- Democratisches Volksblatt, 14 juillet 1971, Salzbourg, Autriche. Titre de l'article : " Paul Schuss: Ich male was ich Fühle "
- Salzburger Nachrichten 15 juillet 1971, Salzbourg, Autriche. Titre de l'article : " Kreisen um die eigene Mitte " de Peter Cossé
- Neuland, 24 juillet 1971 : parution en Autriche et en Allemagne (édité à Salzbourg, Autriche). Titre de l'article : " Paul Schuss: Ich male mein eigenes Leben" par le docteur Gaus.
- Amtsblatt der Landeshaupstadt, Salzbourg 1er août 1971, Autriche. Journal officiel de la ville de Salzbourg. Titre de l'article : "Es gibt noch immer Romantiker" avec une reproduction du tableau intitulé La Naissance des Océans et une photo (portrait) de Paul Schuss.
- Rupertusblatt, 1er août 1971, Salzbourg, Autriche. Article et photo du vernissage avec Paul Schuss serrant la main du Landeshauptmann DDr Lechner.
- Neuland, 18 septembre 1971 : parution en Allemagne et en Autriche (édité à Salzbourg, Autriche) Article par Dr Gaus et photo du vernissage avec Paul Schuss et les personnalités officielles.
- Sindelfinger Zeitung, 1er décembre 1971, Allemagne. Article avec reproduction de Paul Schuss devant le tableau intitulé La Ville sans âme
- Mitteilung 15 décembre 1971, Sindelfingen, Allemagne. Titre de l'article " Ausstellung zweier donauschwäbscher Maler"
- Salzburger Volksblatt 12 avril 1972, Salzbourg, Autriche. Titre de l'article : " Traumlandschaften in Tempera " avec une photo de Paul Schuss dans son atelier, devant son tableau intitulé La Ville sans âme
- Demokratisches Volksblatt, 12 avril 1972, Salzbourg, Autriche. Titre de l'article : " Die Welt durchs Traumfenster des Malers"
- Salzburger Volksblatt, 10 juin 1972, Salzbourg, Autriche. Titre de l'article : " Paul Schuss in der Moku "
- Demokratisches Volksblatt, 10 juin 1972, Salzbourg, Autriche. Titre de l'article : " Über Salzburg nach München und Wien "
- La Revue moderne, février 1976, Paris, France. Article et reproduction du tableau " Derniers soleils"
- L'Yonne Républicaine 8 mai 1984, Sens, France. Titre de l'article: " Le Salon des Amis des Arts, Paul Schuss en vedette" Photo du vernissage comprenant les personnages officiels (M. Braun, maire de Sens, M. Cordillot, conseiller général, etc.)
- Prévisions 9 juin 1984, Paris, France. Panorama artistique: Galeries et musées, Paul Schuss à la Galerie d'Art de la Place Beauvau par Robert Barret.
- La Revue du Trésor mars et avril 1987, Paris, France. Arts et Spectacles, 17e Salon de la Mairie du 10e arrondissement de Paris. "Schuss " par Edmond Laznikas.
- La Revue du Trésor octobre 1988, Paris, France. "Naissance de la Lumière de Schuss" par Edmond Laznikas et reproduction du tableau Naissance de la Lumière.
- Le journal du Centre, juin 1998, Nevers, France. Titre de l'article : "Une expo tout schuss" par Jacques Pelletier.
- Le Journal du Centre, 24 février 2002, Nevers, France. Titre de l'article : "Paul Schuss, un univers de romantisme" par Nicole Czajkowska et reproduction du tableau Rêves et Paix ainsi que du tableau Les Bûcherons avec à côté Paul Schuss.
- L'Yonne républicaine, 20 et 21 avril 2002, Auxerre, France. Titre de l'article : "Paul Schuss, un artiste sur le départ" avec la reproduction du tableau Les Amants tenu par  Paul Schuss.
- L'Yonne républicaine, 10 et 11 août 2002, Auxerre, France. Titre de l'article : "Paul Schuss le romantique" par Vincent Rousseau et la reproduction du tableau La Fée de la maison abandonnée.
- Au fil de l'Yonne, numéro 11 printemps 2002, Auxerre, France. Titre de l'article :  " Paul Schuss" et reproduction du tableau Le Promeneur solitaire.
- L'Yonne républicaine, 21 et 22 décembre 2002, Auxerre, France.  " Maison d'artiste à Sainpuits" et reproduction de l'aquarelle Le Sonneur de l'Angélus.
- L'Yonne Républicaine, 18, 19 et 20 mai 2002, Auxerre, France. " Maison d'artiste ouverte à Sainpuits" et reproduction du tableau  "La remise délaissée".
- Le Journal du Centre, 12 août 2003, Nevers, France. Titre de l'article:  " Une collection exceptionnelle" par Nicole Czajkowska, avec Paul Schuss et  reproduction de plusieurs tableaux.
- L'Yonne Républicaine, 16 et 17 août 2003, Auxerre, France. Titre de l'article " Toute la poésie de Schuss" par Vincent Rousseau et  reproduction du tableau " L'arbre aux Fées".
- Le Journal du Centre, 14 octobre 2003, Nevers, France. " Exposition de l'artiste peintre Paul Schuss"
- L'Yonne républicaine, Yonne Mag, 6 septembre 2003, Auxerre, France.  " L’œuvre de Paul Schuss à Sainpuits" et reproduction de l'aquarelle Un soir tranquille.
- Monaco-Matin Nice-Matin, 15 juin 2005, Nice, France. Titre de l'article " Paul Schuss expose à la Maison de l'Amérique latine" et photo de Paul Schuss avec à sa droite Madame Pastor et à sa gauche Madame Van Antwerpen.
- Maison de l'Amérique latine de Monaco, juin 2005, Monaco. Titre " Les Visions Romantiques, Exposition rétrospective par l'artiste-peintre Paul Schuss" par Madame Revel.
- Journal de Monaco (journal officiel de Monaco), 3 juin et 10 juin 2005. " Les Visions Romantiques de Paul Schuss ".
- Nice-Matin Carnet Monégasque, 5 juin et 11 juin 2005, Nice, France. Titre de l'article " A la maison de l'Amérique latine".
- Nice-Matin, Dimanche Magazine Arts, 5 juin, 12 juin et 19 juin 2005, Nice, France. Musées et galeries " Paul Schuss, rétrospective...".
- Nice-Matin Carnet Monégasque, 14 juin et 18 juin 2005, Nice, France. " A la Maison de l'Amérique latine".
- Riviera-Côte d'Azur Zeitung, Die Events im Juni 2005 Monaco. " Les Visions Romantiques " (en allemand).
- The Riviera Times, The Events in June 2005 Monaco." Les Visions Romantiques "  (en anglais).
- Corriere della Costa Azzurra, Gli Eventi di Giugno 2005, Esposizioni, " Mostra di pittura di Paul Schuss "  (en italien), juin 2005.
- Monaco Riviera Magazine, printemps 2005,  " Les visions romantiques " et  " Romantic scenes "(en français et en anglais) avec la reproduction du tableau " L'arbre aux Fées".
- Semaine des Spectacles, du 8 au 14 juin 2005, avec la reproduction du tableau " L'Aube".
- Semaine des Spectacles, du 25 au 31 mai, du 1 au 7 juin, du 15 au 21 juin 2005.
- Grand Sud, mai- juin 2005, titre de l'article " Paul Schuss expose à Monaco " (en français et en anglais) avec la reproduction du tableau " L'Homme prisonnier entre ciel et Terre..."  et d'autres œuvres et une photo de Paul Schuss dans son atelier.
- Résidences, juin- juillet 2005, titre de l'article " Les visions romantiques"  de Ivana et Laeticia Rossi (en français et en anglais) avec la reproduction du tableau La Remise délaissée.
- La Gazette de Monaco, du 15 mai au 15 juin et du 15 juin au 15 juillet 2005, " Les visions romantiques".
- Monaco Hebdo, Les évènements de juin 2005 et semaine du 9 au 15 juin 2005, " Les visions romantiques".
- L'Officiel des Loisirs, du 1 au 7 juin, du 8 au 14 juin et du 15 au 21 juin 2005. " Paul Schuss".
- Monaco Les Essentiels, juin 2005. "À la Maison de l'Amérique latine"
- Télé Monaco Magazine, du 4 au 17 juin et du 18 au 1er juillet 2005. " Maison de l'Amérique Latine".
- Bienvenue Monaco, mensuel édité par la Direction du Tourisme et des Congrès, (en français et en anglais) mai et  juin 2005. " Maison de l'Amérique Latine".
- City Magazine, printemps 2005. " Les paysages magiques et divins de Paul Schuss "
- Charlie Scope, Côte d'Azur, du 8 au 14 juin, du 15 au 21 juin et du 22 au 30 juin 2005. " Les visions romantiques de Paul Schuss ".